# Troistorrents
Troistorrents – miejscowość i gmina (commune) w południowej Szwajcarii, w kantonie Valais, w okręgu (district) Monthey. Leży nad rzeką Vièze.

## Demografia
W Troistorrents mieszka 4 813 osób. W 2021 roku 13,3% populacji gminy stanowiły osoby urodzone poza Szwajcarią. 

## Transport
Przez teren gminy przebiegają drogi główne nr 201 i nr 202. 